# Augusto Bedoya Cámere
Augusto Mario Bedoya Cámere (Lima, 15 de marzo de 1947) es un ingeniero industrial y político peruano. Fue ministro de Transportes, Comunicaciones, Vivienda y Construcción en el tercer gobierno de Alberto Fujimori.

## Biografía
Nació el 15 de marzo de 1947, hijo de Augusto Bedoya Reyes y Lilly Camere Neyra. Es sobrino del ex.alcalde de Lima y líder del Partido Popular Cristiano Luis Bedoya Reyes.
Estudió la carrera de Ingeniería Industrial en la Universidad Nacional de Ingeniería.
Fue Director de la Corporación Financiera de Desarrollo - COFIDE.

## Actividad política

### Ministro de Transportes y Comunicaciones (2000)
En agosto del 2000, Bedoya fue designado como ministro de Transportes, Comunicaciones, Vivienda y Construcción por el expresidente Alberto Fujimori en su tercer mandato. Permaneció en el cargo hasta el fin del gobierno, en noviembre del mismo año luego de varios escándalos de corrupción que generaron crisis política.
Se afilió al partido Fuerza Popular liderado por Keiko Fujimori y fue secretario de economía del partido de 2010 a 2014. En las elecciones generales del 2011, fue presentado como miembro del equipo técnico en un eventual gobierno del partido, sin embargo, no tuvieron éxito debido al triunfo de Ollanta Humala.
Se ha desempeñado como miembro del directorio de distintas empresas, entre ellas Grupo Apoyo, Minera San Ignacio de Morococha, Naviera Humboldt, Servicios Técnicos Marítimos, Servicios de Corretaje Marítimo, Inmobiliaria Salcantay, Inmobiliaria Misti y Serpac International.
Ha sido miembro del Consejo Directivo de la Comisión de Promoción de la Inversión Privada (COPRI), director del Banco de la Nación, director de Osiptel y director de la Corporación Andina de Fomento.

## Polémicas

### Caso Odebrecht
En el 2018, fue sindicado por el ex-representante de Odebrecht en el Perú, Jorge Barata, de haber recibido dinero para la campaña presidencial de Keiko Fujimori en el 2011 y en marzo de ese mismo año, se le dicto una orden de impedimento de salida del país junto con el exministro Jaime Yoshiyama y el expresidente de la CONFIEP, Ricardo Briceño. En octubre, se le dictó una orden de detención preliminar junto con otros dirigentes del partido; la fiscalía pidió 36 meses de prisión preventiva pero el Poder Judicial le dicto impedimento de salida del país junto con comparecencia restringida.